# ABCS-toernooi
Het ABCS-toernooi is een jaarlijks voetbaltoernooi tussen de vertegenwoordigende elftallen van Aruba, Bonaire, Curaçao en Suriname. Het wordt om beurten door een van de deelnemende voetbalbonden georganiseerd. Volgens Louis Giskus, voorzitter van de Surinaamse Voetbalbond, is het toernooi bedoeld om de band tussen de Nederlandstalige landen in het Caribisch gebied te versterken.
Als een wedstrijd na de reguliere 90 minuten een gelijke stand kent, dan volgt geen verlenging, maar direct strafschoppen.

## Historisch overzicht
| Jaar | Gastland | Winnaar  | Tweede   | Derde    | Vierde      |
| ---- | -------- | -------- | -------- | -------- | ----------- |
| 2010 | Curaçao  | Suriname | Curaçao  | Aruba    | Bonaire     |
| 2011 | Suriname | Bonaire  | Aruba    | Suriname | Curaçao     |
| 2012 | Aruba    | Aruba    | Suriname | Curaçao  | Bonaire     |
| 2013 | Curaçao  | Suriname | Curaçao  | Bonaire  | Aruba       |
| 2015 | Suriname | Suriname | Aruba    | Curaçao  | Bonaire     |
| 2021 | Curaçao  | Curaçao  | Bonaire  | Aruba    | Curaçao o20 |
| 2022 | Curaçao  | Curaçao  | Suriname | Aruba    | Bonaire     |

## ABCS-toernooi 2010
Ook bekend als Pais Positivo Cup 2010.

### Eerste ronde
|                 |                                                |       |       |                                                                      |
| 29 oktober 2010 | Curaçao                                        | 3 - 0 | Aruba | Ergilio Hatostadion, Willemstad, Curaçao Scheidsrechter: Edsel Dimie |
| 29 oktober 2010 | Espacia ' (1-0) Trenidad ' (2-0) Steba ' (3-0) |       |       | Ergilio Hatostadion, Willemstad, Curaçao Scheidsrechter: Edsel Dimie |

|                 |                                                                 |       |                                      |                                          |
| 29 oktober 2010 | Suriname                                                        | 4 - 2 | Bonaire                              | Ergilio Hatostadion, Willemstad, Curaçao |
| 29 oktober 2010 | Kwasie 13' (1-0), 63' (3-0) Rijssel 39' (2-0) Rigters 13' (4-2) |       | ' (3-1) Martha ' (3-2, pen.) I. Piar | Ergilio Hatostadion, Willemstad, Curaçao |

### Derde plaats
|                 |                                 |                   |                            |                                                                       |
| 31 oktober 2010 | Aruba                           | 3 - 3 (gestaakt)1 | Bonaire                    | Ergilio Hatostadion, Willemstad, Curaçao Scheidsrechter: Roman Bussem |
| 31 oktober 2010 | Santos Escalona ' (2×, 1× pen.) |                   | I. Piar A. Piar Christiaan | Ergilio Hatostadion, Willemstad, Curaçao Scheidsrechter: Roman Bussem |

1 De spelers van Bonaire verlieten het veld ver in de tweede helft nadat ze het niet eens waren met een aan Aruba toegekende strafschop.

### Finale
|                 |                              |       |                                                 |                                          |
| 31 oktober 2010 | Curaçao                      | 2 - 2 | Suriname                                        | Ergilio Hatostadion, Willemstad, Curaçao |
| 31 oktober 2010 | Espacia ' (1-2) Lake ' (2-2) |       | 20' (1-0, e.d.) onb. 36' (2-0, pen.) Emanuelson | Ergilio Hatostadion, Willemstad, Curaçao |
| 31 oktober 2010 | Strafschoppen                |       |                                                 | Ergilio Hatostadion, Willemstad, Curaçao |
| 31 oktober 2010 | 5 - 6                        |       |                                                 | Ergilio Hatostadion, Willemstad, Curaçao |

## ABCS-toernooi 2011
Het ABCS-toernooi werd in 2011 in Suriname gehouden. In eerste instantie was het toernooi in augustus gepland, maar werd in verband met kwalificatiewedstrijden voor de Olympische Spelen en de Wereldkampioenschappen verschoven naar 23 en 25 september. Later werd het toernooi uitgesteld en uiteindelijk gepland voor 2 en 4 december 2011.

### Eerste ronde
|                               |          |         |                                       |                                                                                        |
| 2 december 2011 18:00 (UTC−3) | Curaçao  | 1 - 3   | Bonaire                               | Dr. Ir. Franklin Essed Stadion, Paramaribo, Suriname Scheidsrechter: Enrico Wijngaarde |
| 2 december 2011 18:00 (UTC−3) | Bito 10' | Verslag | 25' Kunst 72' A. Piar 87' Calvenhoven | Dr. Ir. Franklin Essed Stadion, Paramaribo, Suriname Scheidsrechter: Enrico Wijngaarde |

|                               |                                     |       |                                           |                                                                                      |
| 2 december 2011 20:00 (UTC−3) | Suriname                            | 0 - 0 | Aruba                                     | Dr. Ir. Franklin Essed Stadion, Paramaribo, Suriname Scheidsrechter: Javier Jauregui |
| 2 december 2011 20:00 (UTC−3) | Verslag                             |       |                                           | Dr. Ir. Franklin Essed Stadion, Paramaribo, Suriname Scheidsrechter: Javier Jauregui |
| 2 december 2011 20:00 (UTC−3) | Strafschoppen                       |       |                                           | Dr. Ir. Franklin Essed Stadion, Paramaribo, Suriname Scheidsrechter: Javier Jauregui |
| 2 december 2011 20:00 (UTC−3) | Limon Felter Baneti Mando Esperance | 4 - 5 | Bergen Baten Santos de Gouveia Gomez Kock | Dr. Ir. Franklin Essed Stadion, Paramaribo, Suriname Scheidsrechter: Javier Jauregui |

### Derde plaats
|                               |                      |         |         |                                                      |
| 4 december 2011 16:00 (UTC−3) | Suriname             | 2 - 0   | Curaçao | Dr. Ir. Franklin Essed Stadion, Paramaribo, Suriname |
| 4 december 2011 16:00 (UTC−3) | Baneti 46' Limon 76' | Verslag |         | Dr. Ir. Franklin Essed Stadion, Paramaribo, Suriname |

### Finale
|                               |                                     |         |                                               |                                                                                                 |
| 4 december 2011 18:00 (UTC−3) | Bonaire                             | 2 - 2   | Aruba                                         | Dr. Ir. Franklin Essed Stadion, Paramaribo, Suriname Scheidsrechter: Enrico Wijngaarde Suriname |
| 4 december 2011 18:00 (UTC−3) | Kunst 34' Janzen 45+?'              | Verslag | 50' Bergen 53' Gomez                          | Dr. Ir. Franklin Essed Stadion, Paramaribo, Suriname Scheidsrechter: Enrico Wijngaarde Suriname |
| 4 december 2011 18:00 (UTC−3) | Strafschoppen                       |         |                                               | Dr. Ir. Franklin Essed Stadion, Paramaribo, Suriname Scheidsrechter: Enrico Wijngaarde Suriname |
| 4 december 2011 18:00 (UTC−3) | Bernardus Janzen Calvenhoven Tomasa | 4 - 3   | Breinburg Bergen Santos de Gouveia Kock Gomez | Dr. Ir. Franklin Essed Stadion, Paramaribo, Suriname Scheidsrechter: Enrico Wijngaarde Suriname |

## ABCS-toernooi 2012
Het ABCS-toernooi werd in 2012 van 13 tot en met 15 juli in Oranjestad, Aruba gehouden.

### Eerste ronde
|                            |                                                                                         |       |         |                                                                   |
| 13 juli 2012 19:00 (UTC−4) | Suriname                                                                                | 8 - 0 | Bonaire | Trinidadstadion, Oranjestad, Aruba Scheidsrechter: Rudolph Angela |
| 13 juli 2012 19:00 (UTC−4) | Limon 28' Jomena 30', 63' Waal 37' Sordam 52' Aloema 61' (pen.) Djemesi 74' Drenthe 83' |       |         | Trinidadstadion, Oranjestad, Aruba Scheidsrechter: Rudolph Angela |

|                            |                                  |       |                        |                                                                   |
| 13 juli 2012 21:00 (UTC−4) | Aruba                            | 3 - 2 | Curaçao                | Trinidadstadion, Oranjestad, Aruba Scheidsrechter: Antonius Pinas |
| 13 juli 2012 21:00 (UTC−4) | Gilkes 2' Raven 44' Barradas 76' |       | 70' Martina 72' Colina | Trinidadstadion, Oranjestad, Aruba Scheidsrechter: Antonius Pinas |

### Derde plaats
|                            |         |       |         |                                    |
| 15 juli 2012 17:00 (UTC−4) | Curaçao | 9 - 2 | Bonaire | Trinidadstadion, Oranjestad, Aruba |
| 15 juli 2012 17:00 (UTC−4) |         |       |         | Trinidadstadion, Oranjestad, Aruba |

### Finale
|                            |            |       |          |                                                                    |
| 15 juli 2012 19:00 (UTC−4) | Aruba      | 1 - 0 | Suriname | Trinidadstadion, Oranjestad, Aruba Scheidsrechter: Javier Jauregui |
| 15 juli 2012 19:00 (UTC−4) | Gilkes 35' |       |          | Trinidadstadion, Oranjestad, Aruba Scheidsrechter: Javier Jauregui |

## ABCS-toernooi 2013
Het ABCS-toernooi zou in 2013 oorspronkelijk op Bonaire gehouden worden, maar omdat Bonaire de middelen niet had, werd het toernooi op Curaçao gehouden.

### Eerste ronde
|                                |                                     |       |         |                                                                          |
| 14 november 2013 19:00 (UTC−4) | Suriname                            | 2 - 0 | Bonaire | Ergilio Hatostadion, Willemstad, Curaçao Scheidsrechter: Javier Jauregui |
| 14 november 2013 19:00 (UTC−4) | Galgyto Talea 21' Dimitrie Apai 61' |       |         | Ergilio Hatostadion, Willemstad, Curaçao Scheidsrechter: Javier Jauregui |

|                                |                                         |       |       |                                                                           |
| 14 november 2013 21:00 (UTC−4) | Curaçao                                 | 2 - 0 | Aruba | Ergilio Hatostadion, Willemstad, Curaçao Scheidsrechter: Johannes Dolaini |
| 14 november 2013 21:00 (UTC−4) | Stallone Isenia 14' Stallone Isenia 31' |       |       | Ergilio Hatostadion, Willemstad, Curaçao Scheidsrechter: Johannes Dolaini |

### Derde plaats
|                                |                 |       |                                           |                                                                      |
| 16 november 2013 19:00 (UTC−4) | Aruba           | 1 - 2 | Bonaire                                   | Ergilio Hatostadion, Willemstad, Curaçao Scheidsrechter: Edsel Dimie |
| 16 november 2013 19:00 (UTC−4) | Ilfred Piar 75' |       | 42' Maurice Escalona 75' Suehendly Barzey | Ergilio Hatostadion, Willemstad, Curaçao Scheidsrechter: Edsel Dimie |

### Finale
|                                |                       |       |                                                          |                                                                          |
| 16 november 2013 21:00 (UTC−4) | Curaçao               | 1 - 3 | Suriname                                                 | Ergilio Hatostadion, Willemstad, Curaçao Scheidsrechter: Javier Jauregui |
| 16 november 2013 21:00 (UTC−4) | Ruensley Leuteria 43' |       | 43'Vitorinio Pinas 67'Ruensley Leuteria 88'Virgill Najoe | Ergilio Hatostadion, Willemstad, Curaçao Scheidsrechter: Javier Jauregui |

## ABCS-toernooi 2015
In 2014 zou het ABCS-toernooi in Suriname worden gespeeld op 7 en 9 november. Omdat Curaçao meespeelde in de Caribbean Cup werd het toernooi eerst uitgesteld tot eind november. Vervolgens werd het toernooi nogmaals uitgesteld en uiteindelijk gespeeld op 30 januari en 1 februari 2015.

### Eerste ronde
|                               |               |       |       |                                                                                       |
| 30 januari 2015 19:00 (UTC−4) | Curaçao       | 0 - 0 | Aruba | Dr. Ir. Franklin Essed Stadion, Paramaribo, Suriname Scheidsrechter: Johannes Dolaini |
| 30 januari 2015 19:00 (UTC−4) |               |       |       | Dr. Ir. Franklin Essed Stadion, Paramaribo, Suriname Scheidsrechter: Johannes Dolaini |
| 30 januari 2015 19:00 (UTC−4) | Strafschoppen |       |       | Dr. Ir. Franklin Essed Stadion, Paramaribo, Suriname Scheidsrechter: Johannes Dolaini |
| 30 januari 2015 19:00 (UTC−4) | 3 - 5         |       |       | Dr. Ir. Franklin Essed Stadion, Paramaribo, Suriname Scheidsrechter: Johannes Dolaini |

|                               |                               |       |         |                                                                                     |
| 30 januari 2015 21:00 (UTC−4) | Suriname                      | 3 - 0 | Bonaire | Dr. Ir. Franklin Essed Stadion, Paramaribo, Suriname Scheidsrechter: Juniel Adelina |
| 30 januari 2015 21:00 (UTC−4) | Vallei 10' (pen) Pokie Cronie |       |         | Dr. Ir. Franklin Essed Stadion, Paramaribo, Suriname Scheidsrechter: Juniel Adelina |

### Derde plaats
|                               |                                   |       |         |                                                                                    |
| 1 februari 2015 16:00 (UTC−4) | Curaçao                           | 4 - 1 | Bonaire | Dr. Ir. Franklin Essed Stadion, Paramaribo, Suriname Scheidsrechter: Ricky de Leca |
| 1 februari 2015 16:00 (UTC−4) | Winklaar Martina Winklaar Martina |       | Barzey  | Dr. Ir. Franklin Essed Stadion, Paramaribo, Suriname Scheidsrechter: Ricky de Leca |

### Finale
|                               |          |       |       |                                                                                     |
| 1 februari 2015 18:00 (UTC−4) | Suriname | 1 - 0 | Aruba | Dr. Ir. Franklin Essed Stadion, Paramaribo, Suriname Scheidsrechter: Juniel Adelina |
| 1 februari 2015 18:00 (UTC−4) | Cronie   |       |       | Dr. Ir. Franklin Essed Stadion, Paramaribo, Suriname Scheidsrechter: Juniel Adelina |

## ABCS-toernooi 2021
In 2021 zou het toernooi van 12 tot en met 14 februari worden gehouden. Vanwege COVID-19 werd het toernooi tot oktober uitgesteld. Suriname nam om financiële redenen niet deel en werd vervangen door het Curaçaos elftal onder 20 jaar.

### Eerste ronde
|                              |                                          |       |                                     |                                  |
| 1 oktober 2021 18:00 (UTC−4) | Bonaire                                  | 4 - 3 | Curaçao o20                         | FFK Stadium, Willemstad, Curaçao |
| 1 oktober 2021 18:00 (UTC−4) | Seinpaal 3', 77' Windster 27' Hierck 55' |       | 7' Martina 21' Winklaar 63' Bibiana | FFK Stadium, Willemstad, Curaçao |

|                              |                                                             |       |                   |                                  |
| 1 oktober 2021 20:00 (UTC−4) | Curaçao                                                     | 7 - 1 | Aruba             | FFK Stadium, Willemstad, Curaçao |
| 1 oktober 2021 20:00 (UTC−4) | Colina 17', 47' Sprockel 20' Peny 56' Pop 59', 65' Rosa 70' |       | 90+' (pen.) Hodge | FFK Stadium, Willemstad, Curaçao |

### Derde plaats
|                              |                            |       |                               |                                  |
| 2 oktober 2021 20:00 (UTC−4) | Curaçao o20                | 2 - 2 | Aruba                         | FFK Stadium, Willemstad, Curaçao |
| 2 oktober 2021 20:00 (UTC−4) | Winklaar 50' Kastaneer 66' |       | 33' (pen.) Hodge 45+' Aguirre | FFK Stadium, Willemstad, Curaçao |
| 2 oktober 2021 20:00 (UTC−4) | Strafschoppen              |       |                               | FFK Stadium, Willemstad, Curaçao |
| 2 oktober 2021 20:00 (UTC−4) | 1 - 4                      |       |                               | FFK Stadium, Willemstad, Curaçao |

### Finale
|                              |         |         |         |                                  |
| 3 oktober 2021 16:00 (UTC−4) | Bonaire | 0 - 1   | Curaçao | FFK Stadium, Willemstad, Curaçao |
| 3 oktober 2021 16:00 (UTC−4) |         | 76' Pop |         | FFK Stadium, Willemstad, Curaçao |

## ABCS-toernooi 2022
Sint Maarten en de Kaaimaneilanden zouden deze editie ook deelnemen maar trokken zich terug.

### Eerste ronde
|                                |                                             |       |              |                                                       |
| 24 november 2022 19:00 (UTC−4) | Suriname                                    | 4 - 1 | Bonaire      | Stadion Rignaal “Jean” Francisca, Willemstad, Curaçao |
| 24 november 2022 19:00 (UTC−4) | Apai 1' Doorson 20' Amoeferie 32' Andro 79' |       | 74' Seinpaal | Stadion Rignaal “Jean” Francisca, Willemstad, Curaçao |

|                                |                  |       |                                 |                                                       |
| 24 november 2022 21:00 (UTC−4) | Curaçao          | 2 - 2 | Aruba                           | Stadion Rignaal “Jean” Francisca, Willemstad, Curaçao |
| 24 november 2022 21:00 (UTC−4) | Martina 15', 84' |       | 82' Charles 90+1' Van der Wijne | Stadion Rignaal “Jean” Francisca, Willemstad, Curaçao |
| 24 november 2022 21:00 (UTC−4) | Strafschoppen    |       |                                 | Stadion Rignaal “Jean” Francisca, Willemstad, Curaçao |
| 24 november 2022 21:00 (UTC−4) | 5 - 3            |       |                                 | Stadion Rignaal “Jean” Francisca, Willemstad, Curaçao |

### Derde plaats
|                                |         |           |       |                                                       |
| 26 november 2022 19:00 (UTC−4) | Bonaire | 0 - 1     | Aruba | Stadion Rignaal “Jean” Francisca, Willemstad, Curaçao |
| 26 november 2022 19:00 (UTC−4) |         | 19' Gross |       | Stadion Rignaal “Jean” Francisca, Willemstad, Curaçao |

### Finale
|                                |                        |       |                       |                                                       |
| 26 november 2022 21:00 (UTC−4) | Curaçao                | 2 - 2 | Suriname              | Stadion Rignaal “Jean” Francisca, Willemstad, Curaçao |
| 26 november 2022 21:00 (UTC−4) | Rosa 67' Martina 90+6' |       | 18' Wijks 72' Rigters | Stadion Rignaal “Jean” Francisca, Willemstad, Curaçao |
| 26 november 2022 21:00 (UTC−4) | Strafschoppen          |       |                       | Stadion Rignaal “Jean” Francisca, Willemstad, Curaçao |
| 26 november 2022 21:00 (UTC−4) | 6 - 5                  |       |                       | Stadion Rignaal “Jean” Francisca, Willemstad, Curaçao |